# El misterio de la momia negra
Uan Muhuggiag fue un niño de 2 años y medio que vivía con su familia en las montañas del Akakus hace más de 5500 años. Vivió en una sabana fértil y prospera, pero aun así murió antes de alcanzar los 3 años, su familia formó parte de una cultura que desarrolló rituales tan sofisticados como la momificación. Era un pueblo subsahariano de africanos que accidentalmente le dieron al mundo la momia negra más antigua que se haya encontrado jamás.

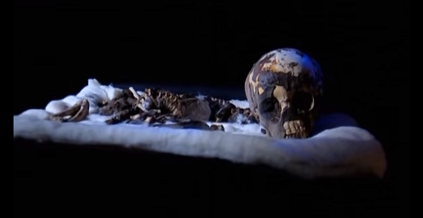
Restos de Uan Muhugiagg

Este documental creado por el canal science channel, en el año 2004, trata del hallazgo de un niño de piel negra momificado, hecho ocurrido al sur de Libia, en el monte Akakus. El descubrimiento de este gran hallazgo sucedió en 1958, por el profesor Fabrizio Mori. 
Antes del hallazgo todos creían que los egipcios eran los precursores de la momificación en África. Este nuevo descubrimiento llevó al Doctor Savino Di Lernia, de la Universidad La Sapienza en Roma, y a su equipo a desarrollar una nueva teoría. Él postula que los conocimientos de momificación no son originarios de Egipto, sino que provienen de otra cultura, de otra parte de África occidental. Este niño ha sido la clave para descubrir una cultura africana perdida hace mucho tiempo.

## Desierto del Sahara
El Sahara es uno de los mayores desiertos del mundo, también uno de los lugares más calurosos del planeta y uno de los más lejanos. Dicen los académicos que hace unos 6000-7000 años en el desierto del Sahara existían condiciones exuberantes para la vida, ya sea lagos, vegetación, pantanos, vida animal rica y variada. Estas condiciones dieron lugar para que existieran civilizaciones, llamadas fluviales, aquellas que durante el período Neolítico se fueron asentando al lado de grandes ríos desarrollando una cultura propia.
A lo largo de los años ocurrió un cambio abrupto del entorno de lo que era el desierto del Sahara, esto se puede explicar debido a un cambio climático que poco a poco convirtió al Sahara en lo que vemos hoy, un lugar totalmente árido.

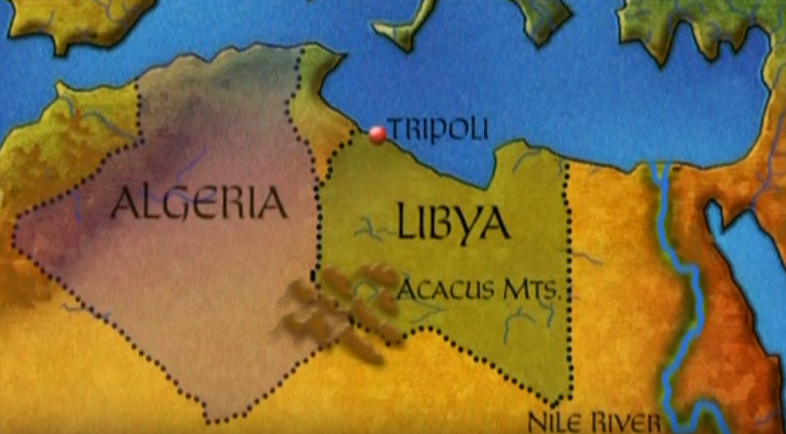
Mapa de África

## Momia negra
Todo comenzó en 1958 con el descubrimiento de un niño de piel negra momificado, llamado “Uan Muhuggiag“, el nombre le fue otorgado por el lugar donde fue encontrado, un lugar en el sur de Libia. Luego de su descubrimiento el arqueólogo Dr. Savino Di Lernia se dirigió hacia Libia, específicamente al monte Akakus. Según el Dr. Savino el hallazgo de esta momia fue el inicio arqueológico y comienzo de la reconstrucción histórica de las antiguas civilizaciones del Sahara. 
Savino Di Lernia ha estado investigando sobre Uan Muhuggiag y su pueblo durante los últimos 12 años (contando hasta el año 2004). Su búsqueda comenzó en un refugio rocoso, en el monte Akakus con meticulosas excavaciones que han proporcionado pistas vitales.

Se dedujo que el niño era de raza negra principalmente por la constitución de su cara, en concreto por la longitud de la raíz de su nariz y también por el desplazamiento hacia adelante de su mandíbula'- dice el Dr. Giorgio Manzi (uno de los colaboradores de la investigación)

.
El equipo en ese entonces estableció que Uan Muhuggiag era negro y tenía dos años y medio de edad cuando murió. Poco después de su muerte, este niño fue colocado en posición fetal, embalsamado y colocado en un saco de piel de antílope aislado por una capa de hojas.
Según los resultados del estudio mediante Carbono 14, Uan Muhuggiag,  tenía 5500 años de antigüedad, cuando fue encontrado, esto lo convertía en la momia esviscerada más antigua que se ha encontrado en África. 
Es muy interesante que todo el mundo vea a Egipto como la cuna de la momificación, cuando de hecho según la data de la momia negra no había en Egipto nada parecido por aquella época.
Uan Muhugiagg fue momificado 2.500 kilómetros al oeste del valle del Nilo y 1.000 años antes de que los egipcios esvisceraran a sus difuntos.
Hace 10 000 años, seres humanos de raza negra procedentes del sur de África siguieron el recorrido de los monzones y ocuparon la zona de Sahara central, esto desembocó en la primera ocupación del Sahara central por gente de raza negra que se estableció en esta área, en el maciso Akakus y sus alrededores. Y no fueron los únicos, hace 7000 años llegaron al Sahara central algunos pueblos de Mesopotamia y palestina he introdujeron sus venados y sus cabras. En el Sahara central, se originaron distintas razas, porque había gente negra procedente del sur y gente de raza blanca procedente del Sahara occidental y de zonas más lejanas- señalan los resultados del estudio de Savino. A pesar de que Uan Muhuggiag es la única momia sahariana que se ha encontrado jamás, probablemente este pueblo había estado momificando a sus difuntos durante cientos o miles de años antes de que este niño muriera.[cita requerida]

Lo que es interesante de la momia negra es la sofisticada forma de esviceracion que le practicaron, es un proceso de momificación muy elaborado que desde luego no pudo haber aparecido de repente.  Evidentemente las momias negras son el resultado de un desarrollo muy complejo que emplea técnicas altamente especializadas- dice la Joann Fletcher

.
El hecho de que haya sido momificado un niño tan pequeño empleando tanto cuidado y atención nos sugiere que en esta sociedad no se juzgaba a sus individuos por sus logros o méritos personales. Se momificaba a los niños, con la esperanza que volvieran a vivir una vida de ultratumba.
Se sabe que el ganado no puede sobrevivir en el desierto, pero aparecía constantemente en el arte rupestre de las montañas del Akakus, más del 50% de las pinturas halladas por el Dr. Savino, pertenecientes al periodo de Uan Muhuggiag, representan imágenes de reses, lo cual explica la importancia de ese animal hace 6000 mil años.
La búsqueda de más pruebas condujo a Savino a un misterioso monumento que atestiguaba que el ganado tenía un gran significado en los rituales de los pueblos del Sahara, esto implicaba un sacrificio sangriento, y aquí estaba la prueba de ello.
Los descubrimientos en Libia sobre las zonas rituales donde las culturas saharianas sacrificaban reses sagradas, se pueden relacionar con las prácticas que más tarde se darían en el Egipto faraónico, donde se observa que el ganado era sacrificado en rituales dentro de sus templos y era ofrecido a los dioses en forma de ofrendas sagradas. También se ofrecían en los cultos funerarios donde a las momias humanas se les daba finalmente sepultura.
Por lo tanto, el concepto egipcio de que los animales proporcionaban un puente entre humanos y los dioses no era nuevo, de hecho el culto a las reses ha estado presente en el Sahara central miles de años antes de que alcanzara su cenit en el valle del Nilo.
Savino ha demostrado que tanto la momificación como el culto animal de Egipto son originarios de las sociedades del Sahara central. La prueba más determinante es el hallazgo de una figura grabada con la cabeza de un animal. El detalle más impactante de este grabado es que lleva a la máscara de un perro y ha sido datado con carbono 14 en los 5.600 años de antigüedad.

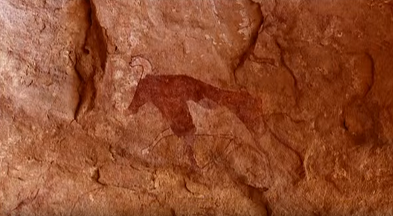
Arte rupestre

## Producción
| Ficha Técnica               | El misterio de la momia negra                  |
| --------------------------- | ---------------------------------------------- |
| Director                    | Chris Hooke                                    |
| Productor                   | Gillian Mosely                                 |
| Productor ejecutivo         | Tracey gardiner                                |
| Narrador                    | Kerry Shale                                    |
| Compositor                  | Julian Moore                                   |
| Editores                    | Benedict Jackson, Sue Outlaw                   |
| Cámara                      | Joan Perry                                     |
| Sonido                      | Alastair Kenneil                               |
| Gráficos                    | Moving pictures company                        |
| Editor en línea             | Richard Haywood                                |
| Mezclador de doblaje        | Steve Crook                                    |
| Los productores agradecen a | John dore y la sociedad de los estudios libios |